# Мойсеєв Борис Михайлович
Борис Михайлович Мойсеєв (4 березня 1954, Могильов, БРСР — 27 вересня 2022, Москва, Росія) — російський співак та хореограф єврейського походження.
Один із перших російських співаків-геїв, що зробили камінг-аут.

## Життєпис
Народився 4 березня 1954 року.
Вперше з'явився на екрані в фільмі «Авось та Янина» як актор і танцюрист на задньому плані.
В молодості Мойсеєв керував танцювальним колективом «Экспрессия», в якому сам виступав. Також працював з Аллою Пугачовою.
В початку 90-х він пішов з колективу та почав сольну кар'єру.

### Останні роки
Наприкінці 2010 року Мойсеєва госпіталізували з інсультом. Через два місяці його виписали з лікарні і він продовжував відновлюватися. У нього працювали не всі м'язи тіла. Влітку 2011 року він пішов на другий термін своєї сценічної діяльності.
Помер 27 вересня 2022 року в Москві у віці 68 років. Похований на Троєкурівському цвинтарі.

## Сім'я
Мати — Геня Моисеева (1915–1990)
Брат — Маркс Толкач

## Полiтика
Був активним членом путінської партії Єдина Росія, неодноразово висловлювався на підтримку Путіна та Дмитра Медведєва.

## Концертний тур
- Королевство любви (1997)
- Навеки ваш (2004)
- Леди и Джентльмены (2006)
- Youбилей (2014)

## Дискографія

### CD
- 1996 — Дитя порока
- 1998 — Праздник! Праздник!
- 1999 — Просто Щелкунчик
- 2000 — По секрету…
- 2000 — Лебедь
- 2001 — Потанцуем?!
- 2002 — Чужой
- 2004 — Любимый человек
- 2006 — Ангел
- 2007 — Птичка. Живой звук
- 2012 — Пастор. Лучший из мужчин

### DVD
- 2005 — Борис Моисеев. Просто щелкунчик
- 2005 — Борис Моисеев и его леди: 5 лет спустя
- 2005 — Борис Моисеев. Шоу продолжается
- 2005 — Борис Моисеев. Лебедь
- 2005 — Борис Моисеев. Королевство любви
- 2005 — Навеки Ваш… Борис Моисеев
- 2009 — Леди и Джентльмены
- 2009 — Десерт

## Нагороди
- 2006 — заслужений артист Росії